# Graaff-Reinet
Graaff-Reinet ist eine 26.585 Einwohner (Stand: 2011; Volkszählung) zählende Stadt in der Gemeinde Dr Beyers Naudé, Distrikt Sarah Baartman, Provinz Ostkap in Südafrika.

## Geographie
Die Stadt liegt in der Karoo an den Ausläufern der Sneeuberge und ist durch eine Flussschleife von drei Seiten vom Sundays River umgeben. In der Nähe der Stadt befindet sich das Valley of Desolation (deutsch: „Tal der Trostlosigkeit“).
Die Kleinstadt selbst besitzt über 200 Baudenkmäler, meist Bauwerke im kapholländischen oder viktorianischen Stil.
Graaff-Reinet ist ein wichtiges Wirtschafts- und Handelszentrum. Wichtiger Wirtschaftszweig ist die Viehzucht (vor allem Schaf- und Straußenzucht). Außerdem ist die Stadt ein Zentrum des südafrikanischen Weinbaus.

## Geschichte

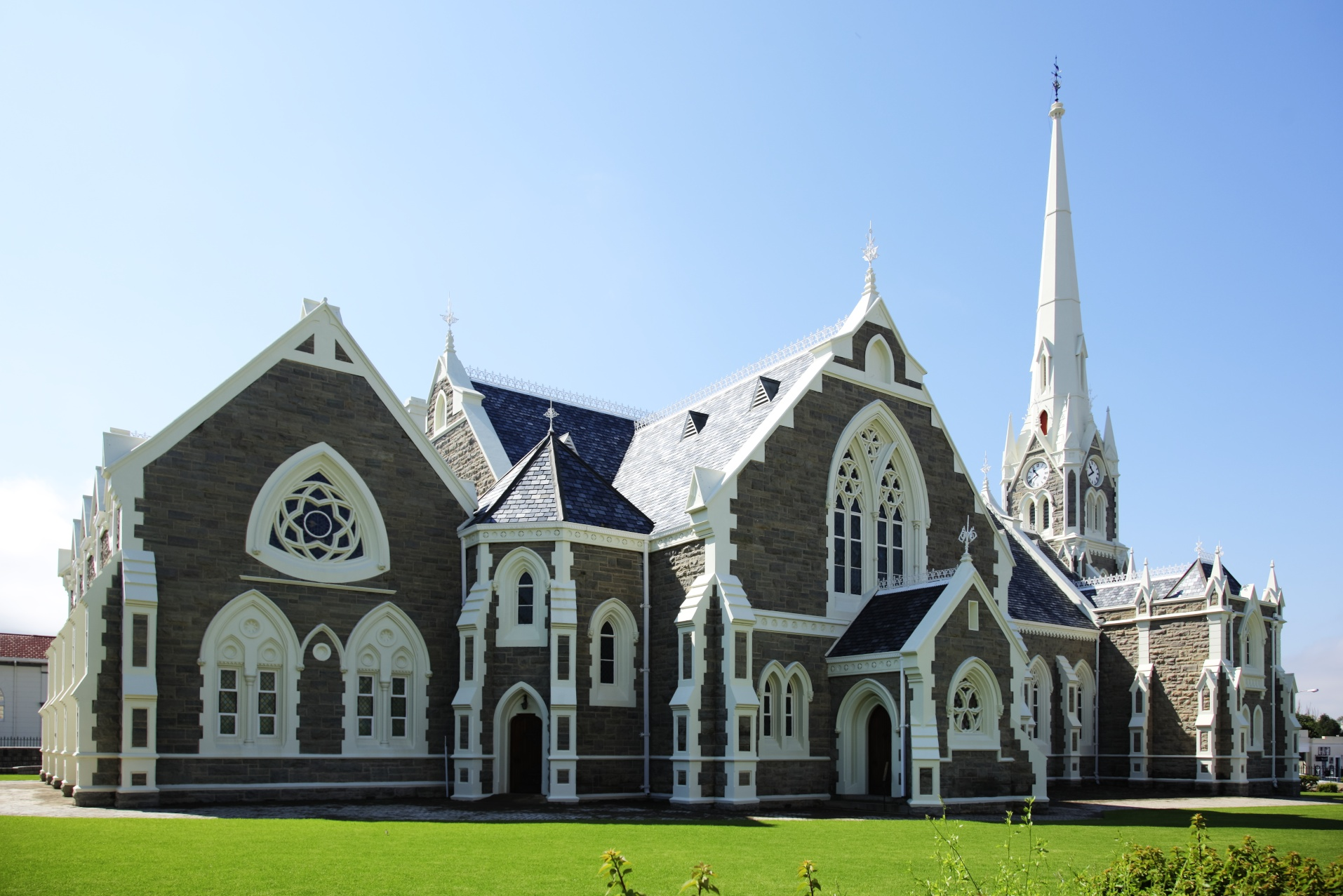
Die Grotekerk der Niederländisch-Reformierten Kirche wurde 1885–1887 erbaut und ist in weiten Teilen ein Nachbau der Salisbury Cathedral (Großbritannien)

Die Stadt wurde am 19. Juli 1786 von den Autoritäten der Kapholländer, also unter der Obrigkeit der Niederländischen Ostindien-Kompanie, gegründet und ist damit nach Kapstadt, Stellenbosch und Swellendam die viertälteste Stadt Südafrikas. Das Stadtrecht erhielt der Ort im Jahre 1845. Benannt wurde sie zu Ehren des niederländischen Gouverneurs Cornelis Jacob van de Graeff und seiner Frau Hester Cornelia Reinet.
Die Niederländisch-Reformierte Kirchengemeinde in Graaff-Reinet wurde 1792 gegründet. Honoratus Maynier wurde 1793 Landdrost von Graaff-Reinet. Er versuchte, den Frieden zwischen den europäischen Landwirten und den Xhosa nach dem Ende des zweiten Grenzkrieges – der 1789 ausgebrochen war – wiederherzustellen. Die burischen Siedler in Graaf-Reinet rebellierten 1795 gegen die Niederländische Ostindien-Kompanie und gründeten die Republik Graaff-Reinet. Sie war erste Burenrepublik. Jan Theodorus van der Kemp von der London Missionary Society und andere Missionare wurden 1801 von Buren aus der Region angegriffen. Die Buren waren gegen die Missionare, welche die Khoikhoi „erziehen“ und zum Christentum bekehren wollten. Die Parsonage-Gemeindemission gründete die erste private Schule für nicht-weiße Kinder. Das Drostdy-Gebäude wurde 1806 fertiggestellt.
Am 4. August 1847 erhielt Graaff-Reinet eine öffentliche Bibliothek. Am 30. Mai 1851 erschien die erste örtliche Zeitung The Graaff-Reinet Courant. Die zweite Zeitung The Graaff-Reinet Advertiser wurde ab 1860 aufgelegt; dieses Blatt erscheint bis heute. 1879 wurde die Stadt an das Schienennetz angeschlossen. Der erste Zug aus Port Elizabeth traf am 25. August 1879 ein. Im 19. Jahrhundert war die Gegend rund um die Stadt Schauplatz zahlreicher Kämpfe zwischen Buren und Khoisan. 2001 wurde die Bahnstrecke stillgelegt. Das außerhalb der Stadt liegende Karoo Nature Reserve wurde 2005 unter dem Namen „Camdeboo“ zum 22. Nationalpark Südafrikas.
2016 wurde Graaff-Reinet Verwaltungssitz der neugegründeten Gemeinde Dr Beyers Naudé, nachdem es zuvor Verwaltungssitz der Gemeinde Camdeboo gewesen war.

## Söhne und Töchter der Stadt
- Andries Hendrik Potgieter (1792–1852), burischer Politiker
- Marthinus Wessel Pretorius (1819–1901), erster Präsident der Südafrikanischen Republik
- Francis Guthrie (1831–1899), Mathematiker und Botaniker
- Harry Bolus (28. April 1834–25. Mai 1911), Botaniker
- Robert Mangaliso Sobukwe (1924–1978), erster Vorsitzender des Pan Africanist Congress (PAC)
- Antony Edward Rupert (1916–2006), südafrikanischer Unternehmer und Milliardär, Mitbegründer des World Wide Fund for Nature (WWF).
- Carla Swart (1987–2011), Radrennfahrerin